# Franz von Krauß (Jurist)

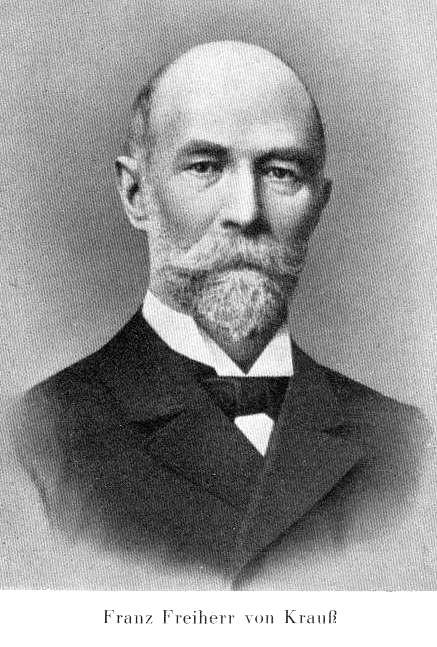
Franz von Krauß

Franz Freiherr von Krauß (auch Krauss), * 24. November 1837 in Laibach; † 27. Oktober 1919 in Wien, seit 1855 Freiherr, war österreichischer Verwaltungsjurist und von 1885 bis 1892 als Leiter der k.k. Polizeidirektion in Wien Polizeipräsident.

## Leben
Franz von Krauß war Sohn eines gleichnamigen Staatsbeamten (siehe Abschnitt Familie). Er trat 1858 in den Staatsdienst ein; ein Jahr vorher war sein Onkel Karl von Krauß, ehemaliger k.k. Justizminister, zum Präsidenten des Obersten Gerichtshofs ernannt worden. Sein Onkel Philipp von Krauß war 1848–1851 k.k. Finanzminister gewesen.
1878 wurde er zum Bezirkshauptmann von Wiener Neustadt ernannt.
1885 wurde Franz von Krauß vom Kaiser in der Nachfolge des verstorbenen Karl Krticzka von Jaden zum Leiter der k.k. Polizeidirektion Wien ernannt. Sie befand sich damals im 1. Bezirk, Schottenring 11. (Heute befindet sich auf diesem Grundstück ein Hotel.)
Während seiner Amtszeit als Wiener Polizeipräsident ereignete sich 1889 die Tragödie von Mayerling zwischen Kronprinz Rudolf und Freiin Mary Vetsera. Krauß war vorerst mit dem Verschwinden der jungen Frau beschäftigt, dann erst mit den Ermittlungen im Fall Mayerling. Er legte darüber ohne Wissen des Kaisers einen Reservatakt (wie man damals Geheimakten nannte) an, der in weiterer Folge immer an den nächsten Polizeipräsidenten weitergegeben und von diesem verwahrt wurde. Der Akt wurde 1955 in Berlin gefunden und zählt zu den wichtigsten Dokumenten zum Fall Mayerling. Die Veröffentlichung des Aktes konnte allerdings keine abschließende Erklärung für den Hergang der Tragödie liefern.
Polizeipräsident Krauß war auch Stifter und Ehrenmitglied des Ersten Wiener Volksküchenvereins. Seine Anregungen und seine Unterstützung für die ärmsten Stadtteile Wiens ermöglichten die Errichtung der Volksküche in Ottakring, wofür Vereinspräsident Kühn bei der Eröffnungsfeier am 14. Mai 1891 besonders dankte.
Nachdem Krauß am 22. Mai 1892 nach über sechsjähriger Tätigkeit aus dem Amt schied, um neuer Landespräsident des Herzogtums Bukowina zu werden, wurde ihm in Anerkennung seiner Leistungen als Polizeipräsident das Komturkreuz mit Stern des Franz-Joseph-Ordens verliehen, weiters wurde er am darauffolgenden Tag von Kaiser Franz Joseph I. in Audienz empfangen.
Krauß folgte dem unglücklich agierenden Anton Graf Pace von Friedensberg am 22. Mai 1892 im Amt des Landespräsidenten der Bukowina, des Galizien benachbarten östlichsten Kronlandes der österreichischen Reichshälfte. Landespräsident mit Sitz in Czernowitz war dort der Titel des kaiserlichen Statthalters (siehe Liste der Landespräsidenten des Herzogtums Bukowina). Der Jurist hatte den Vorteil, aus seiner Familiengeschichte mit dem Osten der Monarchie vertraut zu sein.
Er wurde auf eigenen Wunsch am 7. Juni 1894 in den Ruhestand versetzt. Der Kaiser ließ ihm aus diesem Anlass mit Allerhöchster Entschließung vom 7. Juni 1894 den Ausdruck der Allerhöchsten Zufriedenheit mit seiner vieljährigen, treuen und pflichteifrigen Dienstleistung bekannt geben. Mit der Nachfolge bis auf Weiteres wurde vom Kaiser am 8. Juni 1894 Leopold Graf Goëß betraut, der später formell zum Landespräsidenten ernannt wurde.
1910 schien Franz von Krauß in Adolph Lehmanns Wiener Adressbuch an der Adresse 1., Schreyvogelgasse 4 (gegenüber der Universität Wien) sowie mit zahlreichen Auszeichnungen auf.
Franz von Krauß wurde in einem Ehrengrab auf dem Grinzinger Friedhof beigesetzt, wo auch seine Familie ruht.

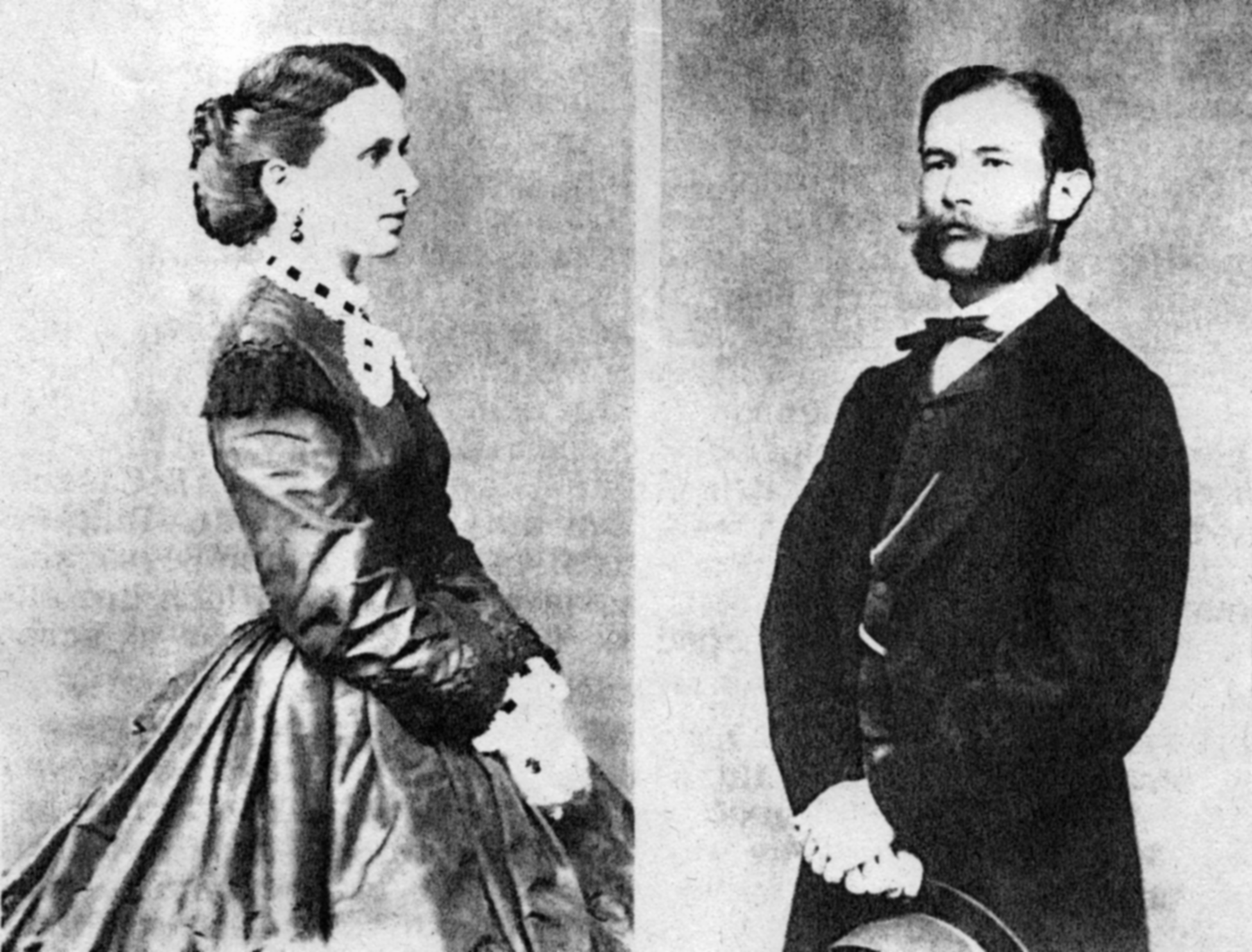
Baron Krauss und Bertha von Thoren vor ihrer Eheschließung, nach 1860

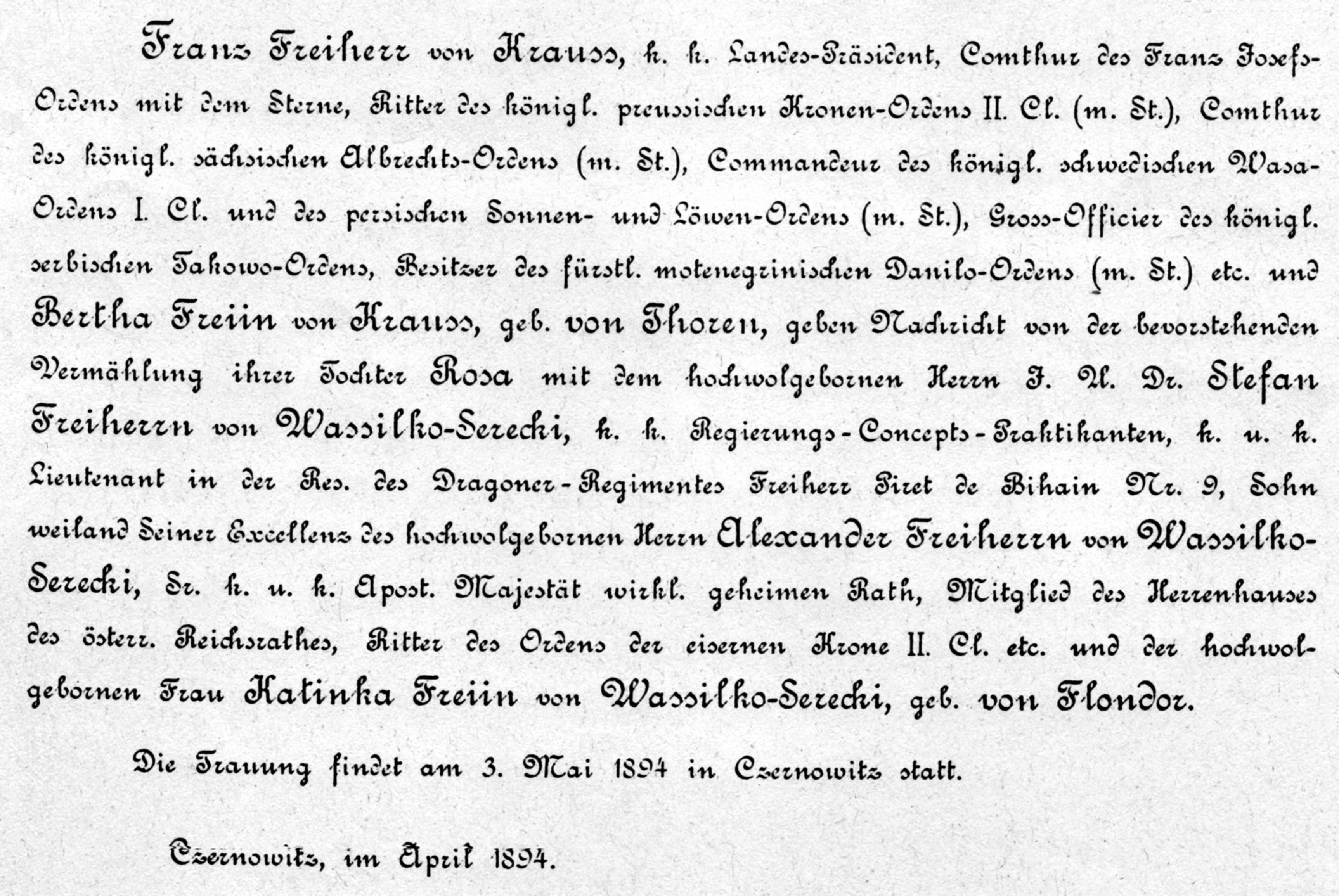
Ankündigung der Hochzeit von Rosa Freiin von Krauss 1894

## Auszeichnungen (Auswahl)
- Komturkreuz des Kaiserlich-Österreichischen Franz-Joseph-Ordens mit dem Stern
- Träger des königlich preußischen Kronenordens 2. Klasse mit dem Stern
- Kommandeur des königlich sächsischen Albrechts-Ordens 1. Klasse
- Königlich schwedischer Wasaorden 1. Klasse
- Kaiserlich persischer Sonnen- und Löwenorden mit Stern
- Großoffizier des serbischen Takovo-Ordens
- Fürstlich montenegrinischer Danilo-Orden mit dem Stern

## Familie
Im 18. Jahrhundert wanderte Philipp Krauß aus Bayern in die Habsburgermonarchie ein und versah in Lemberg Dienst als k. k. Staatsbuchhalter. Er hatte drei Söhne, Karl (1789–1881), später Justizminister, Philipp (1792–1861), später Finanzminister, und als jüngsten Franz (* 30. Oktober 1796; † 9. August 1842). Die drei Söhne wurden am Dienstort ihres Vaters, in Lemberg, Galizien, geboren.
Franz Krauß (sen.), Vater des hier Abgehandelten, heiratete die Österreicherin Johanna Victoria von Ostermann; er wurde wie sein Vater k.k. Staatsbeamter, später mit der Funktion des galizischen Gefälleadministrators betraut und zum Hofrat ernannt. Als jüngster der drei Brüder starb er als erster, relativ jung.
Im August 1855 übertrug der Kaiser die bereits 1847 seinen Brüdern zugesprochene Freiherrenwürde auch auf  die Witwe Johanna Victoria und die Kinder des 1842  verstorbenen Franz. Seither führte Franz (jun.) den Freiherrentitel.
Franz (jun.) heiratete Bertha von Thoren (* 22. August 1843; † 22. Juli 1908 in Wien) und hatte mit ihr zwei Kinder: Franz (1865–1942), der Architekt wurde, und Rosa (* 2. Juli 1869 in Krems an der Donau; † 6. Jänner 1950 in Wien), die den Grafen (1918) Stephan (1869–1933), Sohn des zweimaligen Landeshauptmanns der Bukowina Alexander Freiherr Wassilko von Serecki ehelichte. Beider  einzige Tochter Zoe war eine bekannte österreichische Parapsychologin und Astrologin.

## Wappen
1847/1855: Gevierteter Schild mit Herzschild, Herzschild: In Gold drei (zwei über einem) blondgelockte Engelsköpfe von natürlicher Farbe mit silbernen Flügeln. 1 und 4 in Blau auf grünem Dreihügel ein einwärtsgekehrter, golden gekrönter, bewehrter silberner Greif, der mit dem Herzschild das Stammwappen bildet. 2 und 3 in Roth ein in Gestalt eines W eckig gezogener, silberner Querbalken. Auf dem Schild ruht die Freiherrnkrone, auf welcher sich drei gekrönte Turnierhelme erheben. Aus der Krone des rechten einwärtsgestellten Helms wächst der silberne Greif von 1 und 4; aus dem mittleren, ins Visier gestellten Helm, erhebt sich ein einwärtsgekehrter, silbern geharnischter Mann mit goldenen Flügeln und erhobener rechter Hand, die Linke in die Seite gestemmt. Der Helm des Ritters ist golden gekrönt und das Visier herabgelassen; die Krone des linken, nach innen gestellten Helms trägt drei wallende Straußenfedern; eine silberne zwischen zwei roten. Die Helmdecken sind rechts blau-silbern, in der Mitte blau-golden, links rot mit Silber belegt. Schildhalter sind zwei wilde Männer von natürlicher Farbe, Haupt und Lenden mit Eichenlaub umgeben, beide auswärtssehend, der rechte das Schild mit der Linken, der linke es mit der Rechten fassend, und jeder mit der freien Hand eine gestürzte Keule haltend.